# Deas Island
Deas Island är en ö i Kanada.   Den ligger i provinsen British Columbia, i den södra delen av landet, 3 500 km väster om huvudstaden Ottawa.
Trakten runt Deas Island består till största delen av jordbruksmark. Runt Deas Island är det tätbefolkat, med 442 invånare per kvadratkilometer.